# Мусасино
Муса́сино (яп. 武蔵野市 Мусасино-си) — город в Японии, находящийся в префектуре Токио. Площадь города составляет 10,73 км², население — 150 102 человека (1 октября 2020), плотность населения — 13 989,00 чел./км².

## Географическое положение
Город расположен на острове Хонсю в префектуре Токио региона Канто. С ним граничат города Митака, Коганеи, Ниситокё.

## Население
Население города составляет 150 102 человека (1 октября 2020), а плотность — 13 989,00 чел./км². Изменение численности населения с 1980 по 2005 годы:
| 1980 | 136 910 чел. |  |
| 1985 | 138 783 чел. |  |
| 1990 | 139 077 чел. |  |
| 1995 | 135 051 чел. |  |
| 2000 | 135 746 чел. |  |
| 2005 | 137 525 чел. |  |

## Символика
Деревом города считается магнолия Кобуси, цветком — Lespedeza.

## Экономика
В Мусасино базируется корпорация «Ёкогава Электрик» (электротехника), расположены торговые центры и универмаги «Токю» и «Парко».

## Архитектура и достопримечательности
На территории города есть парк Инокасира.